# Gare de Bains-les-Bains
Gare de Bains-les-Bains – stacja kolejowa w Bains-les-Bains, w departamencie Wogezy, w regionie Grand Est, we Francji. Jest zarządzany przez SNCF (budynek dworca) i przez RFF (infrastruktura).
Została otwarta w 1860 przez Compagnie des chemins de fer de l’Est. Stacja jest obsługiwana przez pociągi TER Franche-Comté i TER Lorraine.

## Położenie
Znajduje się na linii Blainville – Damelevières – Lure, w km 80,173, między stacjami Xertigny i Aillevillers, na wysokości 404 m n.p.m.

## Linie kolejowe
- Blainville – Damelevières – Lure